# UMC/UW
UMC/UW 또는 UMC(본명: 유승균, 1979년 6월 10일 ~ )는 서울에서 태어난 대한민국의 래퍼, 팟캐스터이다.
Soul Train의 멤버로 처음 활동을 시작했고, 2006년 5월 군입대로 활동을 중단하였다. 제대한 뒤인 2008년 11월 《The Musium Project》 앨범에 참여, 오랜만에 랩을 선보였고 2009년 1월 공식적으로 컴백을 천명한 뒤 2009년 3월 13일 2집 《One/Only》를 발매하며 힙합무대로 돌아왔다. 소속사는 Sony ATV Music Publishing이다.

## 바이오그래피

### 데뷔에서 군복무까지
UMC는 10세 전후였던 초등학교 시절 라디오에서 Das EFX나 Kris Kross 등의 음악을 듣고 힙합에 빠져들게 되었다. 외국 힙합 노래를 따라부르는 걸 즐겼고, 고등학교 때 Soul Train에 가입하였고, 그때부터 솔로로 혹은 "The Union MCz"라는 팀의 멤버로 각종 클럽 공연에 참여하였다. 하이텔의 흑인음악 동호회 BLEX에서 당시 가장 훌륭한 랩실력의 소유자로 알려져 있었으나 곡 작업 자체는 많이 하지 않았지만 2000년 들어 주변 사람들의 권유로 Millim에 자신의 페이지를 만들고 곡을 발표했다. 당시 발표한 곡 중 〈Shubidubidubdub〉은 오랫동안 밀림 차트 1위를 기록할 정도로 인기가 많기도 했다. 2002년에는 Hiphopplaya에서 라디오 진행을 맡기도 했다. 또, 진실이 말소된 페이지, DeZe, DJ Uzi 등과 함께 Party Poopz라는 크루를 결성하기도 했다. 방송이 끝나고 이효리, G-Masta, DJ Bay, 조규찬 등의 앨범에 피쳐링하면서 간간히 모습을 보이다가 2003년 말에 첫 번째 앨범 작업을 발표했다. 첫 앨범 《XSLP》는 2005년 3월에야 빛을 보게 되고, 앨범 발매 후 전국 투어를 돌며 공연을 하였다. 또 앨범 작업 과정에 OPPA's House 크루와 친분을 터 그들의 파티 공연에 자주 참여하게 되었다. 또 앨범 발매를 전후하여 Hiphopplaya에서 다시 라디오 진행을 맡았다가 8월 방송을 접고 특전사로 군입대를 하였다 (2006년 4월에 휴가를 나와 스페셜 방송을 한 번 함).
대한민국 육군 특수전사령부는 기본적으로 부사관 이상의 직업군인 위주로 돌아가는 부대이며, UMC는 사병으로 입대했기 때문에 상황병이나 당번병 등 보조 업무를 수행했다. 흔히 언론에 알려진 특전사 전투요원은 아니었다. 2006년 11월에는 휴가를 맞아 "잠 못 드는 밤 비는 내리고"를 발표하고 그해 크리스마스에 공연에 섰다.

### 컴백
2007년 UMC는 제대 후 은퇴를 뜻하는 듯한 뉘앙스의 글을 미니홈피에 남겨 많은 팬들에게 아쉬움을 안겼다. 실제로 그는 오랫동안 랩퍼로서의 모습을 보여주지 않고, 다만 DJ Bay의 회사인 Sugarhigh Music이 진행하였던 Sensational Festival의 기획을 맡으면서 동시에 외고 입시학원의 영어 강사로 활동하였다. 랩을 완전히 그만둔 것처럼 보이던 그는, 2008년 10월 직업을 그만두고 곡 작업에 전념, 11월 발표된 프로듀서들의 프로젝트 The Musium Project 앨범에 참여하였다. 또 2009년 1월에는 'UMC/UW(유위, 劉僞)'라는 새로운 이름으로 2집 발매를 준비하여, 같은 해 3월 13일 발매하였다. 이 앨범은 자신이 설립한 레이블인 O.W.N.(One Warrior Nation) Sound Machine을 통해 발매될 것으로 전해졌다. 이후 인터넷 라디오 방송에서 그는 사실 은퇴를 뜻한 것이 아니라 잠시 쉬다가 돌아오겠다는 말을 했을 뿐이라는 말을 하였다. 이 앨범은 2009년 3월 나왔으며, 동시에 2009년 3월 그는 앨범을 내고 활동하였으며, 힙합플레이야에서 매주 월요일 Power to the People이라는 제목의 힙플라디오 방송을 하였다. 5월에는 한국힙합을 주제로 한 강연 20년을 랩해도 알 수 없는 것들 을 경희대학교에서 하기도 하였다. Power to the People은 힙플라디오가 2009년 10월 들어 휴식기에 들어가면서 일단 막을 내렸으나 그의 개인 홈페이지에서 방송을 계속 이어나갈 것임을 밝혔다.

### 2010년 이후
2010년 들어서는 4월 오랜만에 "Microphone Breaking OUTlaws"라는 공연으로 무대에 올랐다. 또, 7월 새 싱글을 발표한다는 소식을 전하면서 9월을 목표로 세 번째 앨범 Love, Curse, Suicide를 작업 중이라고 전했다. 이 뉴스에는 그의 또다른 자아 UW의 앨범도 2011년을 목표로 작업 중이라는 말도 있었다. 9월에는 소니ATV Music Publishing과 아티스트 및 저작권 계약을 맺어 소속 아티스트가 되었으며, 얼마 지나 Love, Curse, Suicide의 발매일이 11월 23일로 재고지되었다. 또한 컴백에 앞서 "Film"이라는 이름으로 앨범의 내용을 알리는 영상을 만들어 '시사회'를 갖기도 하였다. 여기서 공개된 영상들은 이후 2011년 2월 만들어진 UMC/UW의 YouTube 채널 "TXTrauma UMC"에서 일부 공개되었다.
2011년 5월에는RH- Project 시리즈의 첫 번째 아티스트로 결정되어 싱글 Chug Chug를 발표하였다. 또 7월에 들어와 경향신문사에서 "문화학으로 본 한국 힙합 이론"이란 주제로 몇 차례 강의를 하였다. 2012년에는 G.L., JoyRain 등의 앨범에 참여하였다
한편 2012년 10월 UMC는 딴지일보에서 호스팅하는 팟캐스트 방송 《그것은 알기 싫다》의 진행을 맡게 되었으며, 이 방송은 꾸준한 방영 끝에 팟캐스트 인기 10위 권내에 들 정도의 팬층을 확보하게 되었다. 이외에도 그는 딴지라디오 방송 중 하나인 《Power to the People》의 진행도 맡았었다.
대표곡: Shubidubidubdub, XS Denied, 이태원에서(Tupac Amaru Shakur의 티셔츠를 보고 떠오른 이야기), 음악하지마, 잠 못 드는 밤 비는 내리고, Not Bullets But Ballots, 자영이, Bullets, 사람들을 착하게 만들어 놓았더니, 내가 쓰러지면, Chug Chug

## 디스코그래피
- 2005년 3월 5일 XSLP LP
- 2005년 4월 ?일 〈우리가 홀로 서기까지〉 디지털 싱글
- 2006년 11월 4일 〈잠 못 드는 밤 비는 내리고〉 디지털 싱글
- 2009년 3월 13일 One/Only LP
- 2009년 12월 24일 XS1(unreleased and remastered) (XSLP 재발매)
- 2010년 8월 19일 〈사람들을 착하게 만들어 놓았더니〉 디지털 싱글
- 2010년 11월 23일 Love, Curse, Suicide LP
- 2011년 5월 4일 RH- 1st 'Chug Chug' 디지털 싱글

## 예명
UMC란 이름은 원래 영어 랩을 하는 것을 보고 어떤 흑인이 Universal MC라고 불러준 것에서 따온 것이라고 한다. 너무 간단한 이름이라는 주변 사람들의 말에 Unemployment Makes Criminal 등 UMC를 풀어쓴 많은 영어 구절을 만들기도 했으나 많이 쓰이지는 않았으며, 중간에 잠시 Monday Kidd란 이름으로 활동하기도 했다. 이후 2집인 One/Only를 발표하며 동시에 이름을 UMC/UW(유위)로 변경하였다. UMC는 자신의 다양한 음악적 시도를 위해 이름을 두 개로 늘렸다고 밝혔다.

## 이슈

### 디스전
2001년에 공개된 두 곡 "Shubidubidubdub"과 "This Is How We Run"은 둘 다 디스곡이다. 이는 당시 Soul Train 아티스트들이 공연 때 외국곡을 불렀다가 한국 힙합을 고집하는 Master Plan 공연진들과 갈등을 빚어 Soul Train이 공연을 할 수 없게 되자 만들어진 것이라고 전해지고 있다. 당시 갈등상황에서 무대의 주인공이었던 DJ Uzi는 마지막 MP 무대에서 소동을 벌였다가 이후 Master Plan의 사장인 돈마니(이종현)에게 직접 사과했다고 전해지나 UMC는 아무런 반응도 하지 않았다.
Master Plan 이외에도 대학힙합동아리연합, SNP 등 다수의 국내 힙합뮤지션들과 그들의 팬들이 UMC가 자신들을 디스했다며 그에게 반발하는 등 여러 차례 디스전(戰)의 주인공으로 휘말렸으나 실제로 UMC 본인이 자신의 곡을 통해 누군가를 지적하여 독설을 퍼부은 경우는 없다.

### 자영이
2009년 3월 발매한 앨범의 수록곡인 〈자영이〉 는, 발매 직전 자살한 고 장자연 씨의 생전의 삶을 연상하게 한다고 해서 이슈가 되었다. 이에 대해 UMC는 2009년 3월 24일 힙플라디오에 출연하여 황당하다는 입장을 밝혔으며, 노래와 사건에는 아무런 관계가 없고 다만 묘하게 시기가 맞물렸을 뿐이라고 말하였다. 그 후, 4월 3일에 자신의 공식 홈페이지 umcuw.com에서 음원 파일의 만든 날짜 스크린샷과 함께 자영이 가 1월에 만들어진 곡임을 밝혔다.

## 작사 스타일
UMC의 가사에는 거의 모든 한국 힙합 가사에 존재하는 라임이 매우 적거나 없다는 특징이 있다. 그의 영어 가사에는 라임이 존재하나, 한글 가사에는 라임에 대해서 일부러 신경을 쓰지 않는 듯이 자유롭게 가사를 써낸다. 힙합플레이야와 했던 두 번의 인터뷰에서 그는 다음과 같이 밝혔다.
| “ | 한글과 알파벳 언어와의 차이가 있는 만큼 무조건적으로 "각운제일주의"를 따르는 것은 옳지 않으며, 이것은 자신의 스타일로 굳어져 있으므로 (라임을 쓰는 것과 같은) "학구적인 중노동에 기꺼이 목숨 바치라고 하면 이 순간부터 요즘 몰래 하고 있는 댄스그룹 작사일이나 계속 하겠다. | ” |

2010년에 들어서 한 인터뷰에서 라임이 없으면 랩이 아니라는 의견에 대해 어떻게 생각하냐는 질문에, "(그런 의견을 내는 사람들이) 형식적인 표피만 이식해서 따다 붙여온 음악 인생을 살기 때문이다"라며, "랩이 문학의 감성을 어떻게 음악의 감성으로 옮겼는가, 같은 랩의 본질에 대한 고민 없이 따라만 하는 사람들에 대해서는 신경 쓰지 않는다"라는 주장을 펼쳤다.
한편 그의 주제 전개는 매우 신랄하고 독설적으로 부조리를 꼬집는 경우가 많으며, 사랑 노래 등의 스토리텔링도 여러 에피소드를 만들어 듣는 사람들이 쉽게 공감할 수 있게 해주고 있다. 그의 독설은 유쾌하여, 듣는 사람으로 하여금 웃음이 나게 하는 경우가 많다. 여타 래퍼들의 음반에 비교하여 피쳐링 하나 없는 엄청난 양의 랩을 써내려가는 능력 역시 그가 가진 남다른 요소이다. 한편으로 그의 주제의식이 도발적이고 선동적이라는 지적에 대해 그는 자신의 노래는 "급진적이어도 보수적이어도 좋아할 수 있는 혹은 싫어할 수 있는 보편적인 감성"이지만, 그 보편이란 "미디어와 기업과 정부가 너무 설치고 있어서 사람들이 잊고 있는 것. ‘잊은 채 살아가는 사회’"라는 답을 하였다.